# Erateina coeruleopicta
Erateina coeruleopicta är en fjärilsart som beskrevs av W. Warren 1904. Erateina coeruleopicta ingår i släktet Erateina och familjen mätare. Inga underarter finns listade i Catalogue of Life.